# Duhri
Duhri su naseljeno mjesto u općini Kiseljak, Federacija Bosne i Hercegovine, BiH.

## Stanovništvo

### 1991.
Nacionalni sastav stanovništva 1991. godine, bio je sljedeći:
ukupno: 435
- Muslimani - 424
- Hrvati - 9
- Jugoslaveni - 2

### 2013.
Nacionalni sastav stanovništva 2013. godine, bio je sljedeći:
ukupno: 300
- Bošnjaci - 282
- Hrvati - 15
- ostali, neopredijeljeni i nepoznato - 3